# 山崎夫八郎
山崎 夫八郎（やまざき ぶはちろう、天明6年（1786年） - 弘化2年10月17日（1845年11月16日））は、江戸時代後期の農業改良家。

## 経歴・人物
出雲国神門郡里方村（現：島根県出雲市）の農家に生まれる。ウマゴヤシの緑肥としての利用について研究を重ねて栽培法を確立（湿田畦上移植法）。ウマゴヤシは簸川平野で稲作の肥料として効果をあげ、明治にはいって全国に普及した。